# Regla de la potencia
En el cálculo, la regla de la potencia se utiliza para derivar las funciones de la forma {\displaystyle f(x)=x^{r}}, siempre que {\displaystyle r} sea un número real. Dado que la derivación es una operación lineal en el espacio de funciones diferenciables, los polinomios también pueden ser derivados usando esta regla.

## Enunciado de la regla
Si {\displaystyle f:\mathbb {R} \rightarrow \mathbb {R} } es una función tal que {\displaystyle f(x)=x^{r}}, y {\displaystyle f} es derivable en {\displaystyle x}, entonces: 
{\displaystyle f'(x)=rx^{r-1}}
Para la integración, la regla establece que:
{\displaystyle \int \!x^{r}\,dx={\frac {x^{r+1}}{r+1}}+C}
para cualquier número real {\displaystyle r\neq -1}, y puede ser obtenida mediante la aplicación del teorema fundamental del cálculo a la regla de potencias para la derivación.

### Demostración
Para empezar, debemos elegir una definición de trabajo del valor de {\displaystyle f(x)=x^{r}}, donde {\displaystyle r} es cualquier número real. Aunque es factible definir el valor como el límite de una secuencia de potencias racionales que se aproximan a una potencia irracional cada vez que nos encontramos con tal potencia, o como el mínimo límite superior de un conjunto de potencias racionales inferior a la potencia dada, este tipo de definición no es susceptible de derivación. Por lo tanto, es preferible utilizar una definición funcional, en la cual se suele expresar {\displaystyle f(x)} como: 
{\displaystyle x^{r}=\exp(r\ln x)=e^{r\ln x}}
para todos los valores {\displaystyle x>0} donde: 
{\displaystyle \exp } es la función exponencial natural,
{\displaystyle \ln } es la función logaritmo natural y
{\displaystyle e} es el número de Euler.
Por lo tanto, al aplicar la regla de la cadena a la anterior expresión, se obtiene:
{\displaystyle {\begin{array}{rcl}f'(x)&=&\displaystyle {\frac {r}{x}}e^{r\ln x}\\&=&\displaystyle {\frac {r}{x}}x^{r}\\&=&rx^{r-1}\end{array}}}
Cuando {\displaystyle x<0}, podemos usar la misma definición con {\displaystyle x^{r}=((-1)(-x))^{r}=(-1)^{r}(-x)^{r}}. Esto, necesariamente conduce al mismo resultado. Observe que debido a que {\displaystyle (-1)^{r}} no tiene una definición convencional cuando {\displaystyle r} no es un número racional, las funciones de potencias irracionales no están bien definidas para bases negativas. Además, las potencias racionales de -1 con denominadores pares (en los términos inferiores) no son números reales, estas expresiones solo tienen valores reales para potencias racionales con denominadores impares (en los términos inferiores).
Finalmente, cuando la función es diferenciable o derivable en {\displaystyle x=0}, el límite definitorio para la derivada es:
{\displaystyle \lim _{h\to 0}{\frac {h^{r}-0^{r}}{h}}}
que resulta 0 solo cuando {\displaystyle r} es un número racional con denominador impar y {\displaystyle r>1}, y 1 cuando r = 1. Para los demás valores de r, la expresión {\displaystyle h^{r}} no está bien definida si {\displaystyle h<0}, como se expresó anteriormente, o no es un número real, ya que el límite no existe como una derivada con valor real. Para los dos casos que existen, los valores concuerdan con el valor de la regla de potencia existente en 0, por lo que no se debe hacer ninguna excepción.
La exclusión de la expresión {\displaystyle 0^{0}} (con x = 0) de este esquema de exponenciación se debe al hecho de que la función {\displaystyle f(x,y)=x^{y}} no tiene límite en el punto (0,0), ya que es una expresión indeterminada.

### Demostración medianteinducción matemática
Sea {\displaystyle n} un entero positivo diferente de cero y se requiere demostrar que:
{\displaystyle {\frac {d}{dx}}x^{n}=nx^{n-1}}
Cuando {\displaystyle n=1}, entonces:
{\displaystyle {\begin{array}{rcl}\displaystyle {\frac {d}{dx}}x^{1}&=&\displaystyle {\lim _{h\to 0}{\frac {(x+h)-x}{h}}}\\&=&1x^{1-1}\\&=&1\end{array}}}
por lo que se cumple para este caso.
Supóngase que el enunciado se cumple para algún número entero positivo {\displaystyle k}, es decir:
{\displaystyle {\frac {d}{dx}}x^{k}=kx^{k-1}}
Tomemos un valor {\displaystyle n=k+1} y, haciendo la sustitución respectiva, obtenemos:
{\displaystyle {\begin{array}{rcl}\displaystyle {\frac {d}{dx}}x^{k+1}&=&\displaystyle {\frac {d}{dx}}(x^{k}\cdot x)\\&=&\displaystyle x^{k}\cdot {\frac {d}{dx}}x+x\cdot {\frac {d}{dx}}x^{k}\\&=&x^{k}+x\cdot kx^{k-1}\\&=&(k+1)x^{k+1-1}\\&=&(k+1)x^{k}\end{array}}}
Por lo tanto, por el principio de inducción matemática, el enunciado es verdadero para todos los enteros positivos {\displaystyle n}.
Ahora, supongamos que {\displaystyle m=-n}, y por tanto {\displaystyle m} es un número entero negativo.
Usando la regla de la cadena:
{\displaystyle {\frac {d}{dx}}x^{m}={\frac {d}{dx}}\left({\frac {1}{x^{n}}}\right)={\frac {-{\frac {d}{dx}}x^{n}}{(x^{n})^{2}}}=-{\frac {nx^{n-1}}{x^{2n}}}=-nx^{-n-1}=mx^{m-1}.}
En conclusión, para cualquier número entero diferente de cero {\displaystyle \alpha }, {\displaystyle {\frac {d}{dx}}x^{\alpha }=\alpha x^{\alpha -1}.}

### Demostración medianteteorema del binomio

#### Caso 1
Hagamos {\displaystyle y=x^{n}}, donde {\displaystyle n\in \mathbb {N} }. Entonces, mediante la definición de derivada y el teorema del binomio, se obtiene:
{\displaystyle {\begin{array}{rcl}\displaystyle {\frac {dy}{dx}}&=&\displaystyle \lim _{h\to 0}{\frac {(x+h)^{n}-x^{n}}{h}}\\&=&\displaystyle \lim _{h\to 0}{\frac {1}{h}}\left[x^{n}+{\binom {n}{1}}x^{n-1}h+{\binom {n}{2}}x^{n-2}h^{2}+...+{\binom {n}{n}}h^{n}-x^{n}\right]\\&=&\displaystyle \lim _{h\to 0}\left[{\binom {n}{1}}x^{n-1}+{\binom {n}{2}}x^{n-2}h+...+{\binom {n}{n}}h^{n-1}\right]\\&=&nx^{n-1}\end{array}}}

#### Caso 2
Hagamos {\displaystyle y=x^{\frac {1}{n}}=x^{m}}, donde {\displaystyle n\in \mathbb {N} } y {\displaystyle {\dfrac {1}{n}}=m}
Entonces {\displaystyle y^{n}=x} y mediante la regla de la cadena, obtenemos:
{\displaystyle {\begin{array}{rll}{\dfrac {d(y^{n})}{dx}}&=&{\dfrac {dx}{dx}}\\ny^{n-1}\cdot {\dfrac {dy}{dx}}&=&1\end{array}}}
Por lo tanto, {\displaystyle {\frac {dy}{dx}}={\frac {1}{ny^{n-1}}}={\frac {1}{n\left(x^{\frac {1}{n}}\right)^{n-1}}}={\frac {1}{n}}x^{{\frac {1}{n}}-1}=mx^{m-1}}

#### Caso 3
Supongamos que {\displaystyle \displaystyle y=x^{\frac {n}{m}}=x^{p}}, donde {\displaystyle m,n\in \mathbb {N} } y {\displaystyle {\frac {n}{m}}=p}, de modo que {\displaystyle p\in \mathbb {Q} ^{+}}. 
Nuevamente, mediante la aplicación de la regla de la cadena se obtiene:
{\displaystyle {\frac {dy}{dx}}={\frac {d}{dx}}\left(x^{\frac {1}{m}}\right)^{n}=n\left(x^{\frac {1}{m}}\right)^{n-1}\cdot {\frac {1}{m}}x^{{\frac {1}{m}}-1}={\frac {n}{m}}x^{{\frac {n}{m}}-1}=px^{p-1}}

#### Caso 4
Hagamos {\displaystyle y=x^{q}}, donde {\displaystyle q=-p} y {\displaystyle p\in \mathbb {Q} ^{+}}
Mediante las técnicas de derivación, obtenemos:
{\displaystyle {\frac {dy}{dx}}={\frac {d}{dx}}\left({\frac {1}{x}}\right)^{p}=p\left({\frac {1}{x}}\right)^{p-1}\cdot \left(-{\frac {1}{x^{2}}}\right)=-px^{-p-1}=qx^{q-1}}
De los resultados anteriores, podemos concluir que, cuando {\displaystyle r} es un número racional:
{\displaystyle {\frac {d}{dx}}x^{r}=rx^{r-1}}

## Historia
La regla de la potencia para integrales fue demostrada primero en una forma geométrica por el matemático italiano Bonaventura Cavalieri a principios del siglo XVII para potencias enteras, y durante la mitad de dicho siglo, para potencias racionales, por los matemáticos Pierre de Fermat, Evangelista Torricelli, Gilles de Roberval, John Wallis, y Blaise Pascal, trabajando cada uno de manera independiente. En ese momento, se trataba de determinar el área entre el gráfico de una función de potencia racional y el eje horizontal. En retrospectiva, sin embargo, se considera el primer teorema general del cálculo en ser descubierto. La regla de la potencia para la derivación fue obtenida por los matemáticos Isaac Newton y Gottfried Wilhelm Leibniz, de manera independiente, para funciones de potencias racionales a mediados del siglo XVII, y ambos la utilizaron para obtener la regla de la potencia para integrales de manera inversa. Esto refleja la manera convencional en que los teoremas relacionados se presentan en los libros de texto básicos de cálculo básico, donde las reglas de diferenciación generalmente preceden a las reglas de integración.
Aunque ambos hombres afirmaron que sus reglas, demostradas sólo para cantidades racionales, funcionaban para todos las potencias reales, no buscaron una prueba de tal afirmación, ya que en esa época las aplicaciones de la teoría no se referían a tales funciones de potencias exóticas y las cuestiones de convergencia de las series infinitas seguían siendo ambiguas.
En 1647, el jesuita y matemático flamenco Grégoire de Saint-Vincent publicó su obra "Opus Geometricum Quadrature Circuli et Sectionum Coni" en la cual afirmó que era posible resolver el problema de la cuadratura del círculo mediante el hoy llamado "Teorema de Grégoire". Al año siguiente, el sacerdote y erudito francés Marin Mersenne publicó un planfleto, en el cual criticó dicha obra y lanzó un reto al autor, consistente en que si se daban tres números racionales o irracionales cualesquiera y se conocían los logaritmos de dos de ellos, se hallara de manera geométrica el logaritmo del tercer número.
A este reto, respondió el pupilo y después colega de Grégoire de Saint-Vincent, el belga Alfonso Antonio de Sarasa, que dicha cuestión no estaba bien formulada, pero que haría el intento de resolverla, cosa que logró en 1649 en la publicación de su obra "Solutio problematis a R. P. Marino Maersenne", en la cual se basó en el teorema formulado por su maestro, relacionando las áreas bajo una hipérbola con los logaritmos. Sin embargo, aún no había una solución definitiva al problema, hasta que el matemático suizo Leonardo Euler, en una carta a su colega prusiano Christian Goldbach escrita en 1731, mencionó a la constante {\displaystyle e}y afirmó que el área bajo la hipérbola rectangular {\displaystyle xy=1}que se halla entre 1 y dicha constante, es exactamente igual a uno. En notación moderna, esto se expresa así:
{\displaystyle \int _{1}^{e}{\frac {1}{x}}\,dx=\ln e=1}
donde el símbolo {\displaystyle \ln }hace referencia a la función logaritmo natural. Desde entonces, se considera que esta fórmula relaciona el cálculo integral con los logaritmos, con lo cual quedó resuelto, definitivamente, el reto planteado por Mersenne en 1648.

## Generalizaciones

### Funciones de potencia complejas
Si consideramos funciones de la forma {\displaystyle f(z)=z^{c}} en la cual {\displaystyle c} es cualquier número complejo y {\displaystyle z} es un número complejo en un plano complejo de hendidura que excluye el punto de ramificación de 0 y cualquier corte de rama conectado a él, y usamos la definición multivalor convencional:
{\displaystyle z^{c}=\exp(c\ln z)}
entonces es fácil demostrar que, en cada rama del logaritmo complejo, el mismo argumento utilizado anteriormente produce un resultado similar: 
{\displaystyle f'(z)={\frac {c}{z}}\exp(c\ln z)}.
Además, si {\displaystyle c} es un entero positivo, entonces no hay necesidad de un corte de rama: se puede definir {\displaystyle f(0)=0}, o definir potencias complejas integrales positivas a través de la multiplicación compleja, y demostrar que: 
{\displaystyle f'(z)=cz^{c-1}}
para todos los números complejos {\displaystyle z}, a partir de la definición de la derivación y del teorema del binomio.
Sin embargo, debido a la naturaleza multivaluada de funciones de potencia complejas para exponentes no enteros, se debe tener cuidado de especificar la rama del logaritmo complejo que se está utilizando. Además, no importa qué rama se use, si {\displaystyle c} no es un entero positivo, entonces la función no es diferenciable en 0.